# CD2
CD2（分化簇2）是一个细胞黏附分子，是T细胞和自然杀伤细胞（NK细胞）共有的细胞表面标志物，也称为“T细胞表面抗原T11”（T-cell surface antigen T11）、LFA-2、LFA-3受体、“红细胞受体”（erythrocyte receptor）等。